# Concilio de Constantinopla I
El Primer Concilio de Constantinopla se celebró entre mayo y julio de 381, está considerado el II de los siete primeros concilios ecuménicos por la Iglesia católica, la Iglesia ortodoxa, el luteranismo, la comunión anglicana, las Iglesias ortodoxas orientales y la Iglesia asiria del Oriente. El carácter ecuménico del concilio, en el que no participó ningún exponente de la Iglesia occidental, fue confirmado por el Concilio de Calcedonia en 451, pero solo con el papa Gregorio Magno (590-604) fue definitivamente incluido entre los concilios ecuménicos católicos (aunque solo los primeros 4 cánones).

## Motivación del concilio

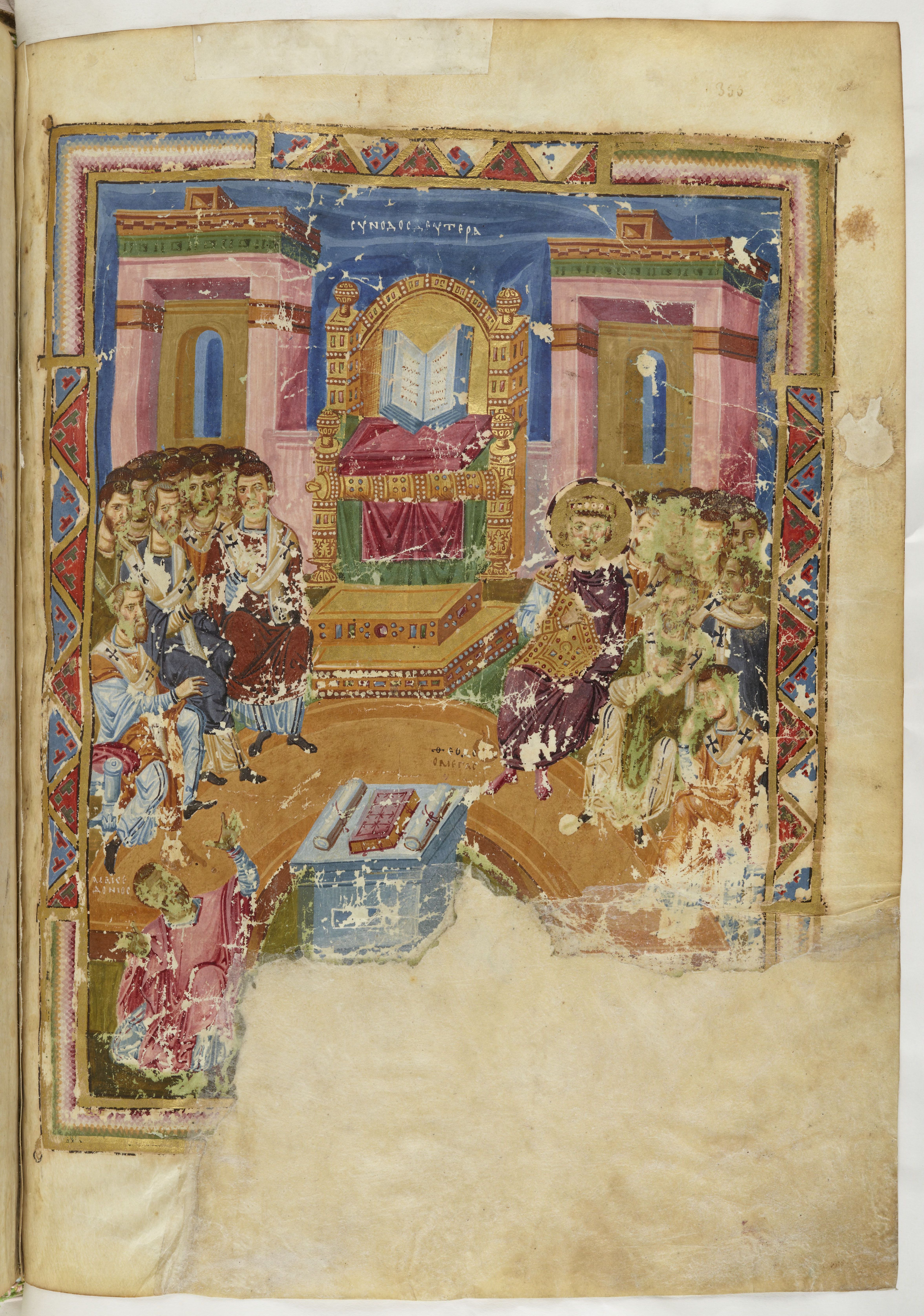
Manuscrito BnF Grec 510 (Homilías de San Gregorio Nacianceno), folio 355 anverso. Miniatura del Primer Concilio de Constantinopla (381 d. C.). El emperador Teodosio I y una multitud de obispos sentados en un banco semicircular, a ambos lados de un libro del Evangelio entronizado. Un hereje, Macedonio, ocupa la esquina inferior izquierda de la miniatura.

Tras la celebración en 325 del Concilio de Nicea en el que se condenó como herético el arrianismo, doctrina que negaba la divinidad de Jesucristo, este resurgió con fuerza en la propia Constantinopla gracias al apoyo de su obispo, Eusebio de Nicomedia, quien logró convencer a los sucesores del emperador Constantino para que apoyaran el arrianismo y rechazaran la línea ortodoxa aprobada en Nicea y sustituyeran a los obispos nicenos por obispos arrianos en las sedes episcopales de Oriente.
Además había surgido una nueva doctrina defendida por Macedonio de Constantinopla que, aunque afirmaba la divinidad de Jesucristo, se la negaba al Espíritu Santo y que es conocida como herejía macedonia o pneumatómaca.
Esta situación era la que se encontró Teodosio I cuando, en 379, subió al trono del Imperio Romano de Oriente (solo desde el 15 de mayo de 392 será emperador también del Occidente). Teodosio decidió entonces convocar el primero de los concilios que habrían de celebrarse en Constantinopla para solucionar las controversias doctrinales que amenazaban la unidad de la Iglesia.

## El concilio

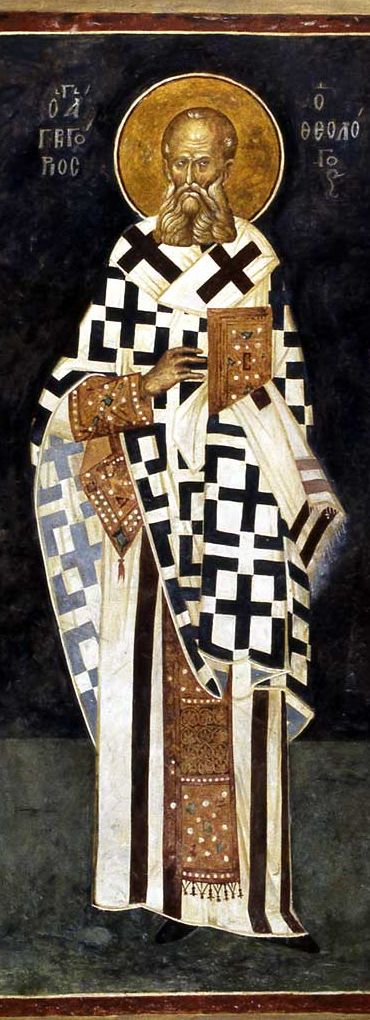
Fresco de Gregorio de Nacianceno por Kariye Camii, en Estambul

El concilio se inició bajo la presidencia del obispo Melecio de Antioquía y con la asistencia de 150 obispos de las diócesis orientales, ya que el concilio era sólo del Imperio de Oriente y así no se convocó a los obispos occidentales, entre ellos al papa Dámaso I. Entre sus principales participantes destacaron algunos de los llamados "Padres Capadocios": Gregorio Niseno y Gregorio Nacianceno. Este último fue designado por el propio concilio como obispo de Constantinopla y, tras la muerte de Melecio, pasó a presidir el mismo hasta su dimisión y sustitución por Nectario.
La gran medida adoptada por el Primer Concilio de Constantinopla fue la revisión del Credo niceno, también añadiendo otros artículos. El nuevo credo pasó a denominarse Credo niceno-constantinopolitano.
Se declaró la consustancialidad del Espíritu Santo con el Padre y con el Hijo:  Πιστεύομεν ... εἰς τὸ Πνεῦμα τὸ Ἅγιον, τὸ Κύριον καὶ Ζωοποιόν, τὸ ἐκ τοῦ Πατρὸς ἐκπορευόμενον, τὸ σὺν Πατρὶ καὶ Υἱῷ συμπροσκυνούμενον καὶ συνδοξαζόμενον, τὸ λαλῆσαν διὰ τῶν προφητῶν (Creemos ... en el Espíritu Santo, Señor y dador de vida, que procede del Padre; que con el Padre y el Hijo recibe una misma adoración y gloria, que habló por los profetas).
Con este añadido, se fijaba la ortodoxia de la Iglesia afirmando la divinidad tanto del Hijo (contra los arrianos) como del Espíritu Santo (contra los pneumatómacos).
Al final del concilio, el emperador Teodosio emitió un decreto para su imperio, declarando que las Iglesias debían restaurar a aquellos obispos que habían confesado la igualdad en la divinidad del Padre y el Hijo y el Espíritu Santo.
El carácter ecuménico de este Concilio, en el que no participó ningún representante de la Iglesia occidental, fue reconocido por el Concilio de Calcedonia en 451.

## Cánones
Siete cánones, cuatro de estos cánones doctrinales y tres cánones disciplinarios, se atribuyen al concilio y son aceptados tanto por la Iglesia ortodoxa como por las Iglesias ortodoxas orientales. La Iglesia católica acepta solo los primeros cuatro porque solo ellos aparecen en las copias más antiguas y hay evidencia de que los últimos tres fueron adiciones posteriores.
- El primer canon[1] valida la fe de los padres de Nicea y condena a las sectas emergentes. El propósito del canon es declarar la estabilidad en la fe del Primer Concilio Ecuménico y declarar que cualquier violación de su símbolo es una doctrina herética. Es una importante condena dogmática de todos los matices heterodoxos, como el arrianismo, macedonianismo, apolinarismo, eunomianos, etc.

- El segundo canon[1] renovó la legislación de Nicea imponiendo a los obispos la observancia de los límites diocesanos, prohibiéndose a los titulares de cada diócesis interferir en los asuntos de otra.

- El tercer canon dice:

El obispo de Constantinopla, sin embargo, tendrá la prerrogativa de honor después del obispo de Roma porque Constantinopla es Nueva Roma.

- El cuarto canon decretó que la consagración de Máximo como obispo de Constantinopla no era válida, declarando que [Máximo] ni era ni es un obispo, ni están los que han sido ordenados por él en ningún rango del clero.[1][4] Este canon estaba dirigido no solo contra Máximo, sino también contra los obispos egipcios que habían conspirado para consagrarlo clandestinamente en Constantinopla, y contra cualquier eclesiástico subordinado que pudiera haber ordenado en Egipto.[5]

- El quinto canon[1] en realidad podría haber sido aprobado al año siguiente, 382, y se refiere a un tomo de los obispos occidentales, quizás el de papa Dámaso I.

- El sexto canon[1] también podría pertenecer al año 382 y posteriormente fue aprobado en el Concilio Quinisexto como canon 95. Limita la capacidad de acusar a los obispos de haber hecho algo malo.

- El séptimo canon[1] se refiere a los procedimientos para recibir ciertos herejes en la Iglesia.

## Consecuencias
Tras el Primer Concilio de Constantinopla, las disputas teológicas acerca de la divinidad del Padre, del Hijo y del Espíritu Santo, fueron sustituidas por las disputas cristológicas acerca de cómo se integraban en Jesucristo sus naturalezas humanas y divinas, y que darán lugar al nestorianismo, el monofisismo y el monotelismo.

| Predecesor: Concilio de Nicea I | 'Concilio de Constantinopla I' Entre mayo y julio de 381 | Sucesor: Concilio de Éfeso |